# Сън пред огъня
„Сън пред огъня“ (на френски: Un rêve au coin du feu) е френски късометражен анимационен ням филм от 1894 година, създаден от Шарл-Емил Рейно. Премиерата му се състои на 28 октомври 1894 година и се прожектира до юли 1897 година в „Музея на восъчните фигури Гревен“ в Париж. Кадри от филма не са достигнали до наши дни и той се смята за изгубен.

## Сюжет
Един мъж заспива пред камината. В съня си той вижда как живота му преминава през огъня и се срива. Човекът се събужда и тръгва да се бори.